# Leninskoje (obwód amurski)
Leninskoje (ros. Ле́нинское) – wieś (ros. seło) w południowo-wschodniej Rosji, terytorialnie i administracyjnie należąca do rejonu archarinskiego, w obwodzie amurskim. 
Według danych ze spisu z 2016 roku wieś zamieszkiwało 299 mieszkańców. 